# بلبل سرگشته (نمایشنامه)
 بلبل سرگشته نمایشنامه‌ای تک پرده‌ای از علی نصیریان است بر اساسِ حکایتِ کهنی به همین نام که سال ۱۳۳۹ منتشر شد.

## تاریخچه نگارش
این نمایشنامه یکی از بهترین نمونه‌های اقتباس نمایشی از قصه‌های عامیانه است که نصیریان آن را با الهام از قصه‌ای کهن به همین نام به نگارش درآورده است. بلبل سرگشته در سال ۱۳۳۵ در اولین مسابقه نمایشنامه‌نویسی هنرهای زیبا رتبه اول را به خود اختصاص داد. در سال ۱۳۳۷ برای اولین بار نمایش بلبل سرگشته به روی صحنه رفت و نیز در سال‌های ۱۳۳۸ و ۱۳۴۵ و ۱۳۵۴ در تالار سنگلج اجرا شد. بهرام بیضایی این نمایش را ستوده‌است و از نمونه‌های کمیاب نمایش خوب در آن سال‌ها برشمرده است. این تئاتر توسط تلویزیون ملی ایران در سال ۱۳۵۴ ضبط و پخش شد. سال‌ها بعد نیز نصیریان بلبل سرگشته را در فرانسه به روی صحنه برد.
نصیریان خود در جایی دربارهٔ این نمایشنامه گفته‌است: «اولین بار که این افسانه را خواندم مرا به فکر واداشت، فکر روی کاری که دخترک به آن دست می‌زند، و همین مرا برانگیخت. او را وجود دیگری غیر از موجوداتی که دور و برش می‌پلکند و او لای آن‌ها گم است، دریابم. قید زمان و مکان را رها کردم و به اصل پرداختم، اصلی که میراث فطری ماست و سرزمین سایه روشن‌ها و رمزهاست. قصه برای بیان حقیقتی والا جز تمثیلی بیش نیست. تنها از آن نظر که برای بیان مقصود زمینه عادی و مساعدی داشت آن را به کار گرفتم. کار خود را ناقص و ناچیز می‌دانم و ادعایی ندارم».

## خلاصه داستان

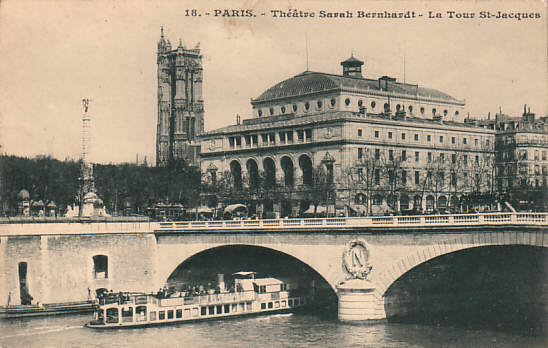
«تماشاخانهٔ شهر» پاریس که در زمانِ نمایشِ بلبل سرگشته (۱۹۶۰) به نامِ سارا برنارد ناموَر بود.

پدری که یک دختر و یک پسر دارد، پس از مرگ زنش تحت فشار محیط روستایی محل سکونتش با زنی دیگر عروسی می‌کند. زن بابا که به پسر خانواده نظر دارد، مرد را به کشتن او تحریک می‌کند و پس از مرگ پسر جوان، سرش را در دیگی می‌جوشاند. دختر پس از مرگ برادر طی وقایع پیچیده‌ای به کمک روح برادر پرده از بی شرمی زن بابا برمی‌دارد و رسوایش می‌کند. پدر در حالت بیخودی زن بابا را می‌کشد و خود نیز می‌میرد. دختر که از غم رها شده‌است با ترک ازدواج پا در عوالم عرفانی می‌گذارد.

## جایزه‌ها
برنده جایزه نخستین مسابقه نمایشنامه‌نویسی (۱۳۳۵)